# Plataforma Tipo 3
La plataforma Tipo Tre (también conocida como Tipo Tres, Tipo 3 o Type Three) es una plataforma para vehículos con tracción delantera diseñada por el grupo Fiat italiano y utilizada durante las décadas de 1980 y 1990 en una gama de modelos Alfa Romeo, Fiat y Lancia. Está estrechamente relacionada con la plataforma Tipo Due, utilizada en el Fiat Tipo, siendo simplemente una versión alargada para las berlinas del Grupo Fiat, con la capacidad añadida de permitir la tracción total.
Aunque el sistema de conducción es de tracción delantera, se diferencia de la plataforma Tipo 2 en que puede utilizarse como vehículo con tracción en las cuatro ruedas. La distancia entre ejes del vehículo era de 2540 mm. 
La plataforma Tipo 3, al ser la versión alargada de la plataforma Tipo 2, fue reemplazada por la plataforma C1, utilizada en modelos como Alfa Romeo 156, Alfa Romeo GT, Fiat Marea y Lancia Lybra.

## Modelos
- Alfa Romeo 155
- Fiat Tempra
- Lancia Dedra [2]